# Pont bow-string (Port-Lesney)
Pont sur la Loue à Port-Lesney
Le pont bow-string est un pont sur la Loue situé sur la commune de Port-Lesney dans le département français du Jura, en région Bourgogne-Franche-Comté.

## Localisation
Le pont est situé au centre du village et relie le quartier rive gauche appelé le Port à celui de la rive droite appelé Lesney.

## Historique

### Pont originel
Un pont en pierre à trois arches est construit au XVe siècle. Du fait de sa conception avec de larges piliers et des voûtes basses, le pont est la cause d'inondations en période de crue. Pour tenter d'y remédier, une quatrième arche est construite à la fin du XVe siècle et une cinquième à la fin  du XIXe, sans résoudre totalement le problème.

### Pont actuel
À la suite de l'inondation de 1931, une enquête est lancée  pour le remplacement du pont. Sa construction  débute en 1938 et s'achève en 1940. L'ancien pont est détruit en 1951 à l'exception d'une arche qui est conservée en rive droite. Le bâtiment jouxtant cette arche est une chapelle désaffectée qui avait été consacrée à la Sainte-Trinité, à Notre-Dame et aux Trois-Mages ; elle a servi un temps de mairie.
Durant 11 ans (1940 1951), les habitants ont disposé de 2 ponts pour traverser la Loue. Le film de Claude Chabrol, la ligne de démarcation, tourné en 1965, montre le nouveau pont seul  alors que, durant l'Occupation, les 2 ponts coexistaient.
Le pont fait l’objet d’une inscription au titre des monuments historiques depuis le 15 juillet 1997.

## Description
Ce pont constitue l'exemple type d'un pont bow-string avec un seul arc tirant en béton armé. Il mesure 91 mètres  de long, 8,5 mètres de large et le tirant de l'arc fait 45 mètres.

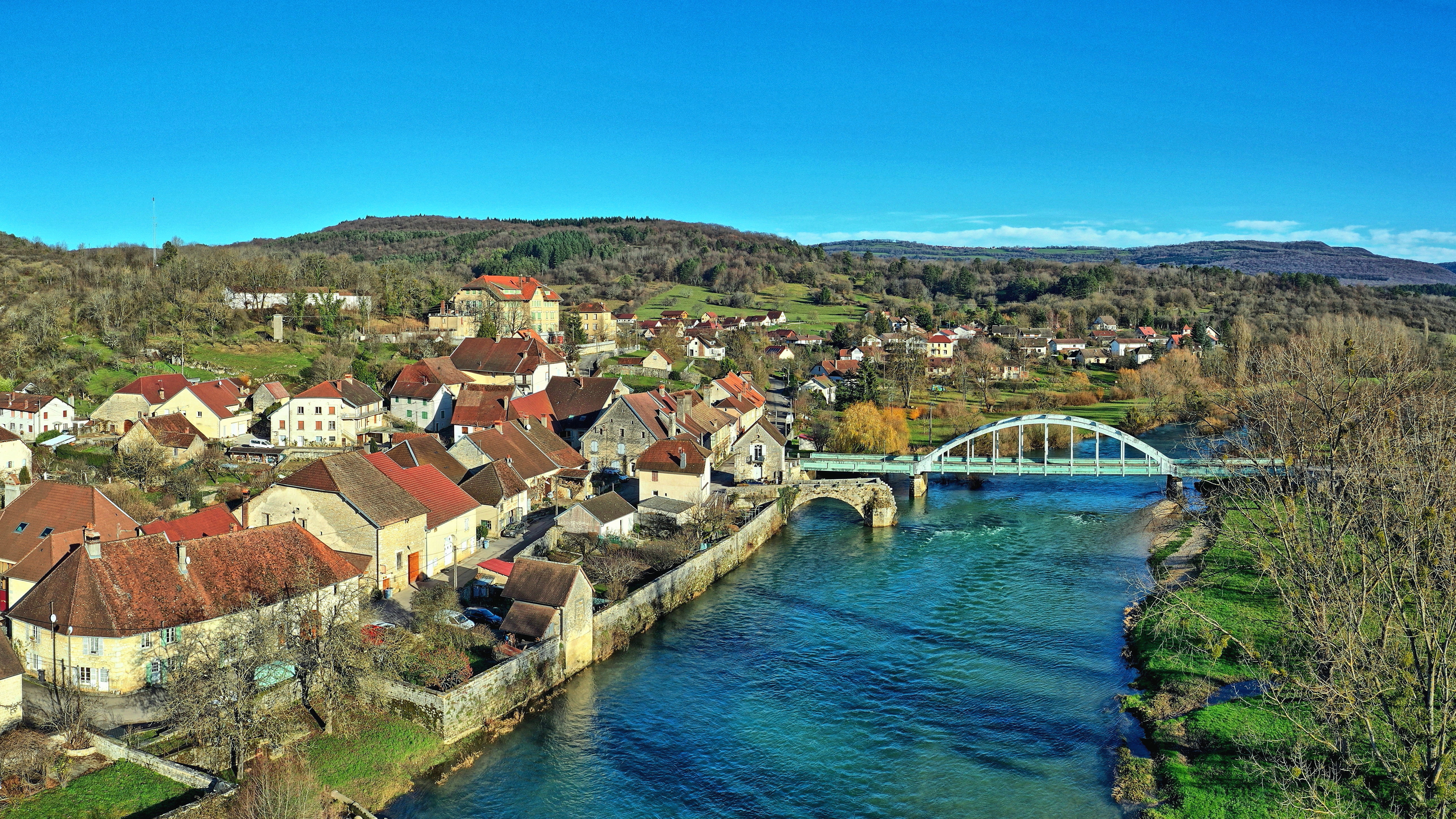
Vue générale du pont et du quartier rive droite.